# Liv Sansoz
Liv Sansoz (Bourg-Saint-Maurice, 12 de febrero de 1977) es una deportista francesa que compitió en escalada, especialista en la prueba de dificultad.
Ganó tres medalla en el Campeonato Mundial de Escalada entre los años 1995 y 1999, y dos medallas en el Campeonato Europeo de Escalada, oro en 1996 y bronce en 1998.

## Palmarés internacional
| Campeonato Mundial | Campeonato Mundial       | Campeonato Mundial | Campeonato Mundial |
| Año                | Lugar                    | Medalla            | Prueba             |
| ------------------ | ------------------------ | ------------------ | ------------------ |
| 1995               | Ginebra (Suiza)          | Medalla de bronce  | Dificultad         |
| 1997               | París (Francia)          | Medalla de oro     | Dificultad         |
| 1999               | Birmingham (Reino Unido) | Medalla de oro     | Dificultad         |
| Campeonato Europeo |                          |                    |                    |
| Año                | Lugar                    | Medalla            | Prueba             |
| 1996               | París (Francia)          | Medalla de oro     | Dificultad         |
| 1998               | Núremberg (Alemania)     | Medalla de bronce  | Dificultad         |